# اوبا کاگه‌چیکا
اوبا کاگه‌چیکا (به ژاپنی: 大庭 景親 Ōba Kagechika); ۱ ژانویهٔ ۱۱۵۰ – ۱۵ نوامبر ۱۱۸۰) سامورایی در دوره هی‌آن اهل ژاپن بود. وی همراه پدرش اوبا کاگه‌یوشی در برابر خاندان میناموتو در شورش هوگن در سال ۱۱۵۶ جنگید.
چند سال بعد، در طول جنگ جنگ گنپی، وی خاندان تایرا را در این جنگ رهبری کرد و به پیروزی در برابر میناموتو نو یوریتومو در  نبرد ایشیباشی‌یاما در سپتامبر ۱۱۸۰ ختم شد. با این حال، دو ماه بعد، اوبا نزد به میناموتو نو یوریتومو فرستاده شد و گردن زده شد.